# Keb' Mo'
Keb' Mo', egentligen Kevin Moore, född 3 oktober 1951 i Los Angeles, är en amerikansk bluessångare, gitarrist och låtskrivare.
Keb' Mo' har tre gånger tagit hem Grammyn i kategorin bästa samtida bluesalbum, för Just Like You (1996), Slow Down (1999) och Keep It Simple (2005).

## Diskografi
- 1980 – Rainmaker (som Kevin Moore)
- 1994 – Keb' Mo'
- 1996 – Just Like You
- 1998 – Slow Down
- 2000 – The Door
- 2001 – Big Wide Grin
- 2004 – Keep It Simple
- 2004 – Peace...Back by Popular Demand
- 2006 – Suitcase
- 2009 – Live and Mo'